# Hexarthrius mandibularis
Espèce
Hexarthrius mandibularis est une espèce de coléoptères de la sous-famille des Lucaninae (famille des Lucanidae). C'est l'un des coléoptères les plus imposants de la planète.

## Description
Ce coléoptère présente une teinte rouge brique terne et foncée sur son corps. Ses antennes et ses pattes sont d’une couleur noirâtre. Sa particularité la plus notable réside dans ses grandes mandibules qui évoquent les bois d’un cerf. Tout comme deux autres espèces (H. rhinoceros et H. parryii, H. mandibularis possède des mandibules inermes et serrulées sur la surface interne, ce qui signifie qu'elles sont dotées de petites dents le long de leur bord intérieur, dont une paire plus grande pointe vers l’avant, à environ un tiers de la longueur des extrémités. Ces dernières sont légèrement bifurquées vers l’intérieur.
À l'état larvaire, Hexarthrius mandibularis vit dans le bois dur en décomposition dont il se nourrit. Imago, il se nourrit de la sève des arbres.
La sous-espèce Hexarthrius mandibularis mandibularis peut mesurer jusqu'à 115 mm tandis que Hexarthrius mandibularis sumatranus peut atteindre 118,5 mm.

## Taxonomie
Le nom valide complet (avec auteur) de ce taxon est Hexarthrius mandibularis Deyrolle (d), 1881,.
Hexarthrius mandibularis a pour synonyme :
- Hexarthrius mandibularis sumatranus Mizunuma, 1994

### Liste des sous-espèces
Selon BioLib (6 avril 2024) :
- Hexarthrius mandibularis mandibularis Deyrolle, 1881 - Kalimantan
- Hexarthrius mandibularis sumatranus Mizunuma, 1994 - Sumatra

## Distribution
Cette espèce a été décrite à partir d'un spécimen prélevé à Bornéo.

## Publication originale
- (fr + la) Henri Deyrolle, « Description de cinq Lucanides nouveaux », Annales de la Société entomologique de France, Paris, SEF et Taylor & Francis, vol. 1,‎ 1881, p. 237-240 (ISSN 0037-9271 et 2168-6351, OCLC 1765810, lire en ligne).